# Atlanersa
Atlanersa (... – 640 a.C. circa) è stato un sovrano del regno di Kush.
A differenza del suo predecessore Tanutamani, che fu l'ultimo faraone della XXV dinastia egizia e regnò su quasi tutto l'Egitto e la Nubia, il potere di Atlanersa era limitato alle regioni a sud di Assuan.

## Biografia
Figlio di Taharqa o forse di Tanutamani, sua madre era una regina il cui nome non ci è giunto per intero, "[...]salka". Atlanersa sposò due delle sue sorelle, Yeturow e Khaliset, ma tra le altre mogli ci sarebbe potuta essere Maletaral (madre del successore Senkamanisken) e Peltasen. Una donna col nome parzialmente in lacuna, "Taba[...]" potrebbe essere stata un'ulteriore consorte.
Atlanersa è noto da raffigurazioni e da un basamento in granito rinvenuto nel Tempio di Amon a Gebel Barkal, da dove proviene anche un altare a suo nome. A Dongola è stato ritrovato un frammento di obelisco coi suoi cartigli. Venne sepolto a Nuri, nella piramide Nu. 20.

## Titolatura
Anche se ormai il dominio sull'Egitto era perduto, Atlanersa ed i suoi successori continuarono ad adottare, in modo puramente formale, la titolatura reale egizia:
| G5 |

| G5 |

|       |
| \| \| |
|       |
|       |

|  |

|       |
| \| \| |
|       |
|       |

|  |

| G16 |

| G16 |

|  |

| G8 |

| G8 |

|  |

| M23 · X1 | L2 · X1 |

| M23 · X1 | L2 · X1 |

| ra | Aa1 · D43 | kA |

| ra | Aa1 · D43 | kA |

| ra | Aa1 · D43 | kA |

| ra | Aa1 · D43 | kA |

| ra | Aa1 · D43 | kA |

| ra | Aa1 · D43 | kA |

| ra | Aa1 · D43 | kA |

| ra | Aa1 · D43 | kA |

| G39 | N5 |

| G39 | N5 |

| i | ti | rw · n | r · Aa18 |

| i | ti | rw · n | r · Aa18 |

| i | ti | rw · n | r · Aa18 |

| i | ti | rw · n | r · Aa18 |

| i | ti | rw · n | r · Aa18 |

| i | ti | rw · n | r · Aa18 |

| i | ti | rw · n | r · Aa18 |

| i | ti | rw · n | r · Aa18 |